# Hrabičov
Hrabičov (in ungherese Gyertyánfa) è un comune della Slovacchia facente parte del distretto di Žarnovica, nella regione di Banská Bystrica.